# Rheinbach
Rheinbach is een stad en gemeente in de Duitse deelstaat Noordrijn-Westfalen, gelegen in de Rhein-Sieg-Kreis. De gemeente telt 26.949 inwoners (31 december 2020) op een oppervlakte van 69,74 km².

## Partnersteden
- Deinze (België, provincie Oost-Vlaanderen) (sinds 1980)

## Geboren
- Tim Lobinger (1972-2023), polsstokhoogspringer
- Markus Pröll (28 augustus 1979), voetballer

## Afbeeldingen

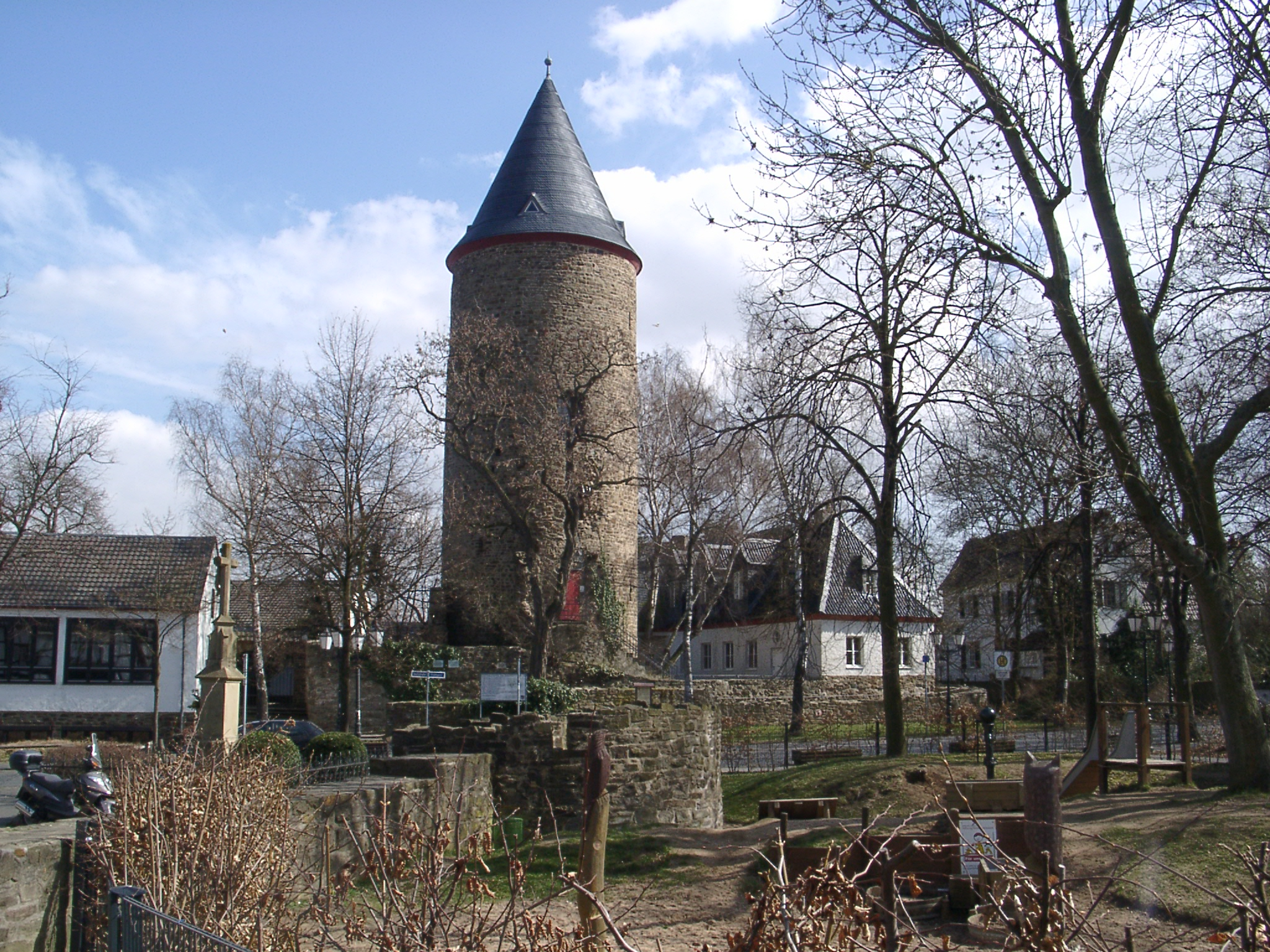
De Hexenturm van Rheinbach
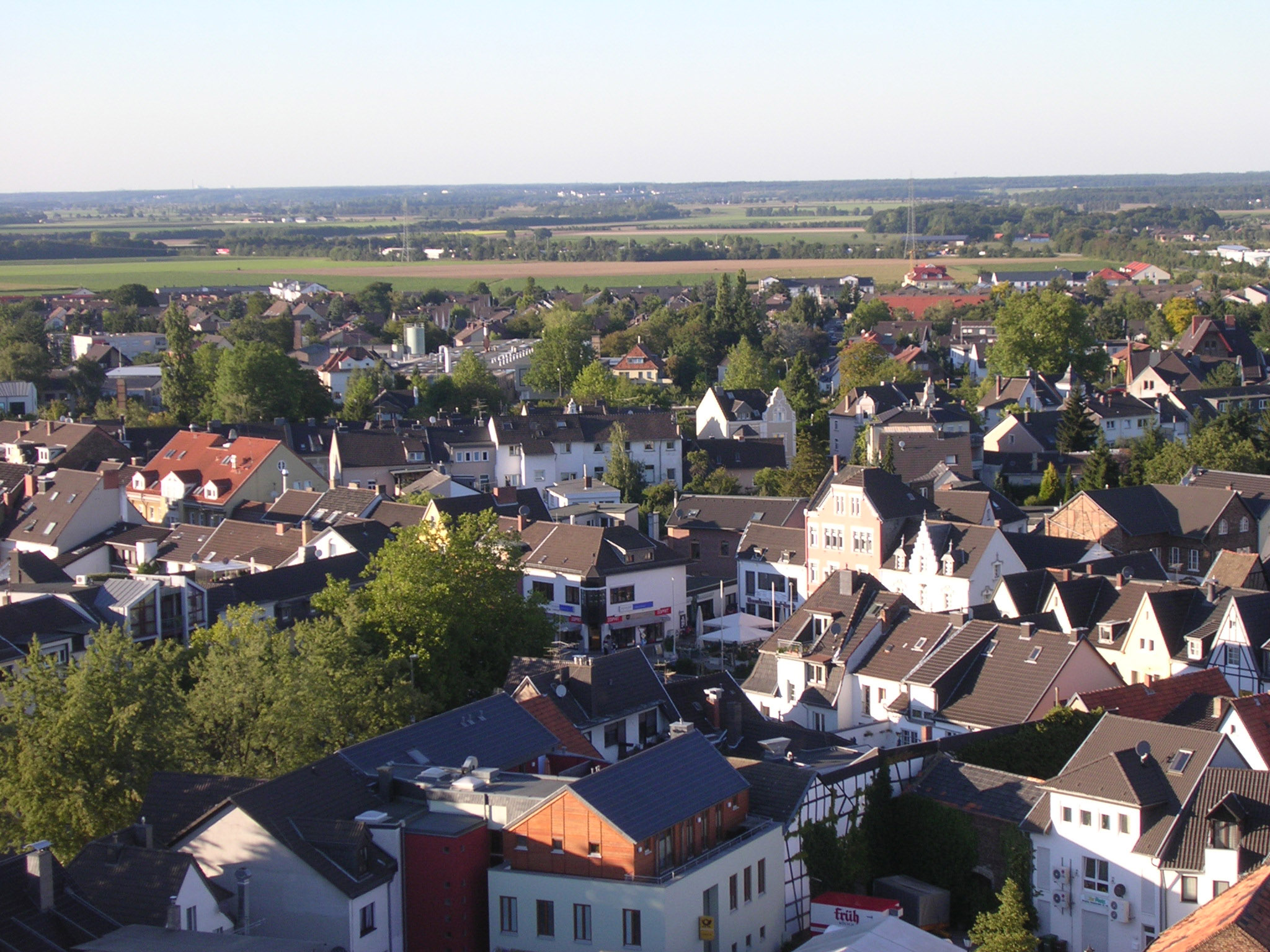
Gezicht op Rheinbach
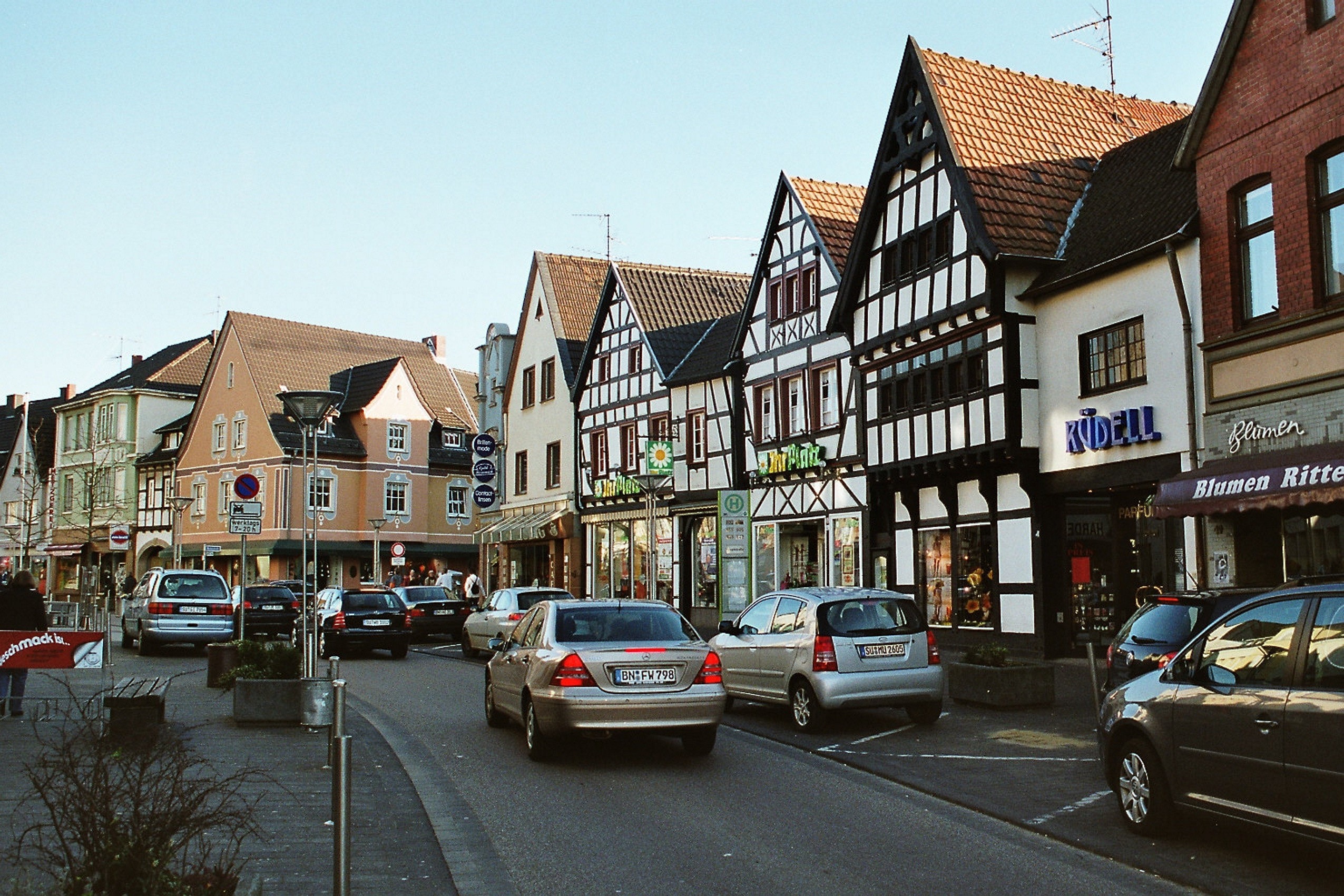
Hauptstraße
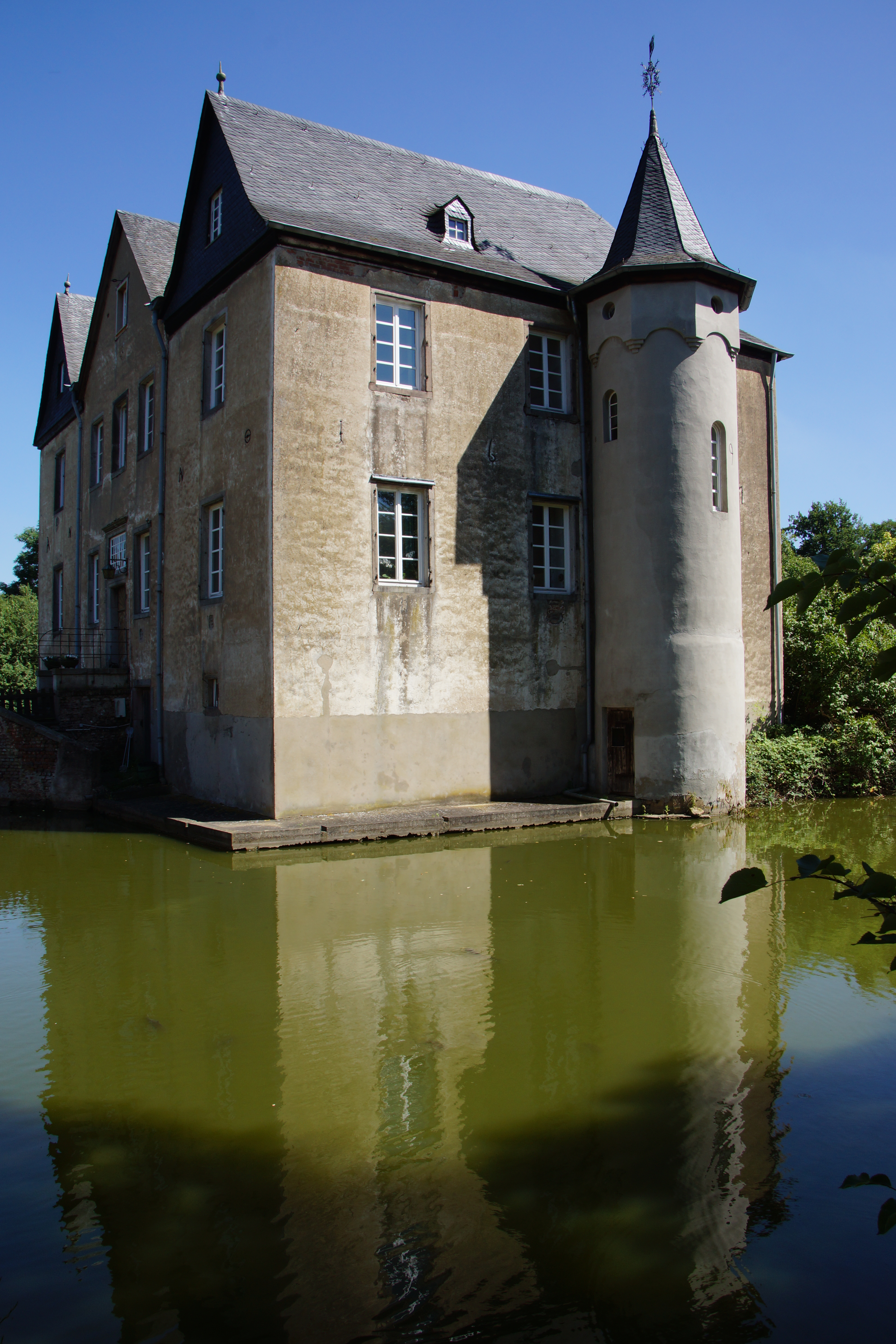
Burg Peppenhoven
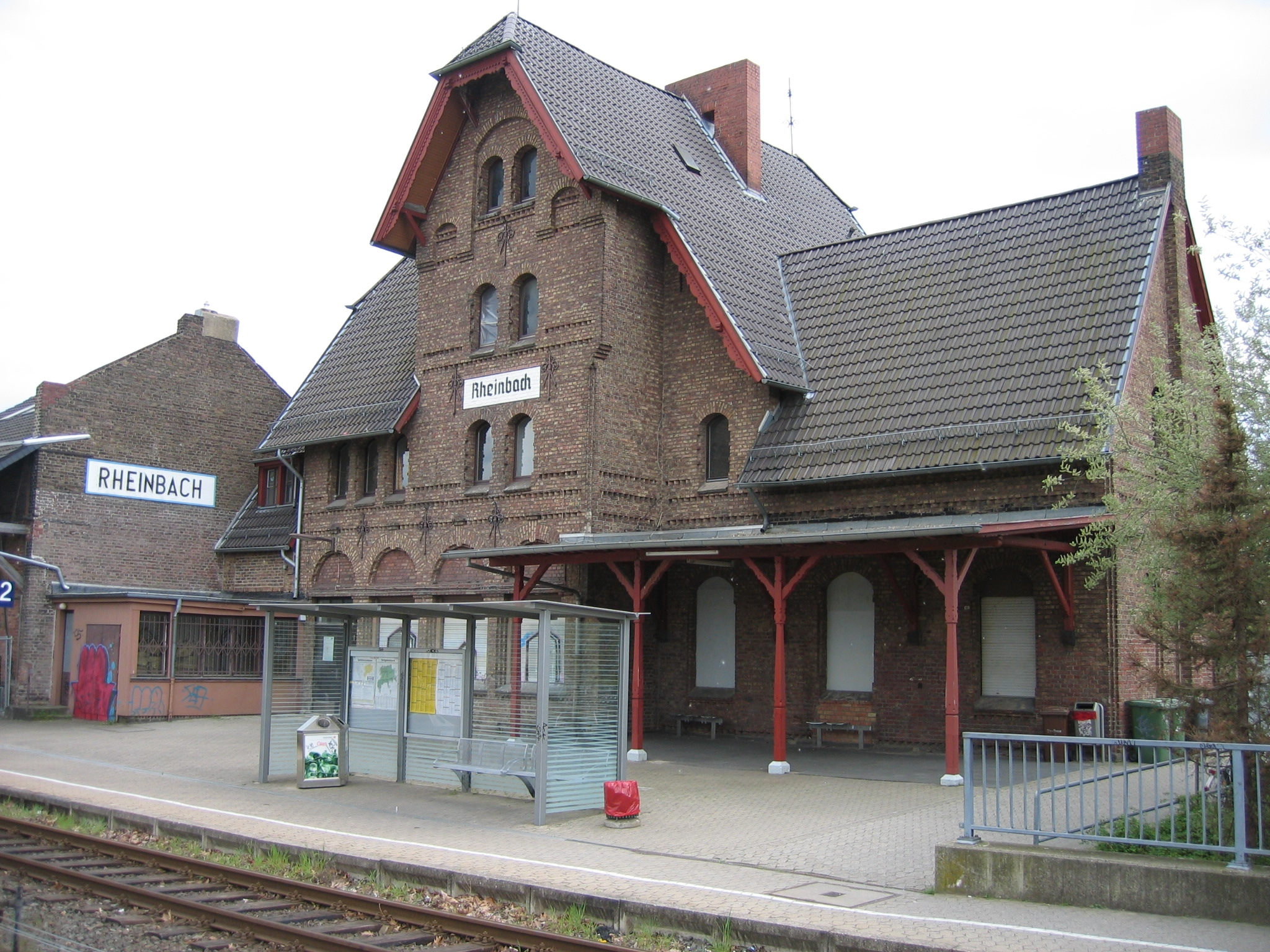
Stationsgebouw (thans niet meer als zodanig in gebruik) aan de Voreifelbahn
Gevangenis

Alfter · Bad Honnef · Bornheim · Eitorf · Hennef · Königswinter · Lohmar · Meckenheim · Much · Neunkirchen-Seelscheid · Niederkassel · Rheinbach · Ruppichteroth · Sankt Augustin · Siegburg · Swisttal · Troisdorf · Wachtberg · Windeck